# Salvador Hervàs Llàcer
Salvador Hervàs Llàcer (Montserrat, 3 de juliol de 1967), més conegut com a Voro, és un pilotari valencià.
Com a aficionat va començar en la Galotxa, i debutà com a professional de l'Escala i corda el 1988 al Trinquet de Pelayo (València), jugant com a mitger de forta braçada. Es va retirar a inicis del 2008, per a tornar a la galotxa com a aficionat en el club del seu poble i disputar el Trofeu el Corte Inglés.

## Palmarés
- Escala i corda:
  - Subcampió del Circuit Bancaixa: 1998[1]
  - Subcampió Open Ciutat de València[1]
- Galotxa:
  - Campió del Trofeu el Corte Inglés: 2009
  - Subcampió de la Supercopa de Galotxa: 2010